# 6746 Zagar
6746 Zagar eller 1994 NP är en asteroid i huvudbältet som upptäcktes den 9 juli 1994 av San Vittore-observatoriet i Bologna. Den är uppkallad efter den italienska astronomen Francesco Zagar.
Asteroiden har en diameter på ungefär 7 kilometer och den tillhör asteroidgruppen Eunomia.